# Esdolomada
Esdolomada ist ein Ortsteil der spanischen Gemeinde Isábena in der Provinz Huesca in Aragonien. Der Ort in den Pyrenäen befindet sich im Nordosten der Sierra d'Esdolomada. Er ist über die Landstraße CR-326 zu erreichen.

## Geschichte
Esdolomada wird im Jahr 1023 erstmals überliefert.

## Sehenswürdigkeiten
- Romanische Pfarrkirche San Saturnino, erbaut im 11. Jahrhundert
- Ermita de Nuestra Señora del Rosario